# Peliala apicalis
Peliala apicalis là một loài bướm đêm trong họ Erebidae.